# Tusenbröder
Tusenbröder är en svensk dramaserie från 2002–2005 av Erik Leijonborg och Lars Lundström med Ola Rapace, Anja Lundqvist, Danilo Bejarano, Shanti Roney med flera. Serien sträcker sig över tre säsonger. Den första började spelas in under år 2001, den andra började spelas in under augusti 2002 och den sista säsongen spelades in under hösten 2005.

## Handling
Den föräldraledige tvåbarnspappan, Jan "Hoffa" Lenhoff, startar en målarfirma med namnet Hoffas måleri tillsammans med sina två barndomsvänner Niklas och Hamid. Hoffas far äger redan en stor målarfirma, och passar över många jobb till Hoffas måleri. Firman går därför till en början bra, men efter att de har agerat oprofessionellt under ett uppdrag, slutar Hoffas far att hjälpa sin son. Nu står Hoffa plötsligt utan några målarjobb och har snart inte råd att betala av på sina lån. Samtidigt får Niklas flickvän ett missfall, vilket knäcker Niklas psykiskt. Stressade av sina skulder och förvirrade över de turbulenta händelserna, beslutar de tre vännerna att råna en bank.
Efter att ha lyckats med rånet, har de tre vännerna plötsligt pengar i överflöd, men spenderar stora summor istället för att spara. Ett företag vars lokaler har blivit målade av Hoffas måleri går i konkurs, och firman får därmed inga pengar eftersom det var ett svartjobb. När ett kriminellt gäng, som de är skyldiga pengar, hotar Hoffa, då ser de ingen annan utväg än att råna två banker till. Niklas, vars psykiska hälsa är allt annat än stabil, utvecklar ett beroende av lugnande medel, vilket inte gör situationen bättre.
Hoffa blir snart avslöjad av sin fru och han lovar att rånen är ett avslutat kapitel. Hamid och Niklas väljer dock att säga upp sig från firman för att sedan göra ett sista rån och fly landet. Hoffa misslyckas med att övertala dem att det är fel väg, och väljer då istället att vara med dem och delta i rånet. När de rånar en värdetransport på B&W:s parkering, då startas ett massivt polispådrag för att få fast dem. Hoffa, Hamid och Niklas parkerar flyktbilen vid en container som de gömmer sig i, och de väntar på hjälp av Hoffas fru. Flyktbilen upptäcks dock snart, och samtidigt begår Niklas självmord genom att skjuta sig i huvudet. Gängets gömställe blir då avslöjat och Hoffa grips av piketen. Hamid lyckas fly, men grips en stund senare av polis. Hoffa döms till fängelse i åtta år och skall avtjäna sitt straff på Hall-anstalten – utan Hamid.
Säsong 2 utspelar sig i fängelset, där man får följa Hoffas liv bakom murarna – och så småningom hans och fängelsekompisen Petters planer på att ta sig ut. När Petter och Hoffa lyckats rymma, då mördar Petter tre personer.
Den tredje och avslutande delen, Tusenbröder – Återkomsten, släpptes först nedklippt till långfilm, med biopremiär den 10 mars 2006. Den fulla oklippta TV-versionen, säsong 3, visades för första gången på SVT under trettondagshelgen år 2007. Under den klippta filmen, då visas inte slutscenen då Hoffa blir skjuten av Tobias’ flickvän, men klarade sig från skotten. Den klippta filmen slutar med att han återförenas med sin älskade familj.

## Rollista (urval)
- Ola Rapace som Jan "Hoffa"[1] Lenhoff
- Anja Lundqvist som Annelie, Hoffas flickvän[1]
- Bisse Unger som Max, Hoffas barn
- Danilo Bejarano som Hamid,[1] barndomsvän till Hoffa
- Shanti Roney som Niklas,[1] barndomsvän till Hoffa
- Jacob Ericksson som Tommy, Hoffas bror
- Tomas Pontén som Hoffas pappa
- Lisa Lindgren som Amanda, Niklas’ flickvän
- Ulf Friberg som Lars, fängelsevakt
- Jakob Eklund som Petter, fängelsekompis
- Magnus Krepper som Patrik, Annelies granne
- Ivan M. Petersson som Tobias, gangstern
- Stina Ekblad som Niklas mamma
- Fyr Thorwald, biroll som polis
- Claudia Galli som Tanja, Tobias’ flickvän

## Utmärkelser
Programmet vann priset "Årets dramaprogram" i programmet Kristallen.